# Блокада
Блока̀да се нарича изолирането на дадена територия, държава или военна единица чрез прекъсване на нейните комуникационни и транспортни връзки с останалата част от света.
Военната блокада е основен похват във всички военни стратегии, целящ материално и психическо изтощение на блокираните единици.
Икономическата блокада е средство, използвано от враждуващи държави в икономическа и политическа война. Международният наказателен съд предвижда през 2009 г. блокирането на брегове и пристанища да бъде считано за открито военно действие.
Блокадата може да има различен мащаб: от единичен гарнизон, охраняващ даден планински проход до блокади на морски градове с участието на стотици кораби, непозволяващи достъпът на чужди плавателни съдове и дори заглушаването на комуникационните радиосигнали.

## Фактори
Блокадата се извършва в съответствие със следните 4 фактора.

### Значимост на блокирания обект
На първо място значимостта на обекта трябва да оправдава поставянето му под блокада. Например по време на Кубинската ракетна криза от 1962 г. блокираните обекти са балистични ракети със среден радиус на действие, разположени в Куба. Съединените щати оправдават блокадата с потенциалната заплаха от внезапни ядрени удари срещу тях от страна на СССР.

### Надмощие на блокиращите сили
Блокиращите сили трябва да бъдат равни или по-големи от блокираните. В противен случай блокираните сили могат да подготвят и осъществят един или няколко концентрирани пробива в блокадата, изграждайки снабдителни канали и задържането им достатъчно дълго, така че блокадата да бъде неефективна.

### Особености на релефа
Изборът на ключови блокадни точки се определя от релефа и инфраструктурата на местността. Предпочитани са местата, където сравнително малък брой защитници могат да удържат превъзхожащ ги противник до пристигането на подкрепления. Такива места са планинските проходи, сухопътните шосейни и железни пътища и водните канали. Емблематичен пример за такава точка е Шипченския проход, където през 1877 г. руски войски и българско опълчение (5000 души) не допускат отлично въоръжените части на Сюлейман паша (30 000 души) да преминат и да се притекат на помощ на обсадения в Плевен Осман паша (15 000 души).

### Воля за поддържане на блокадата
Продължителността на блокадата определя изхода от цялото начинание. Тригодишната блокада на Ленинград завършва с отстъпление на немските и финландски войски, въпреки стотиците хиляди умрели от глад и студ, и ширещият се канибализъм в града.